# Hościłowicze (obwód brzeski)
Hościłowicze (biał. Гасцілавічы; ros. Гостиловичи) – wieś na Białorusi, w obwodzie brzeskim, w rejonie lachowickim, w sielsowiecie Olchowce.

## Historia
W dwudziestoleciu międzywojennym zaścianek leżący w Polsce, w województwie nowogródzkim, w powiecie baranowickim, w gminie Krzywoszyn. W 1921 miejscowość liczyła 57 mieszkańców, zamieszkałych w 10 budynkach, wyłącznie Polaków. 47 mieszkańców było wyznania rzymskokatolickiego i 10 prawosławnego.
Po II wojnie światowej w granicach Związku Sowieckiego. Od 1991 w niepodległej Białorusi.